# Kaspar de Carl ab Hohenbalken

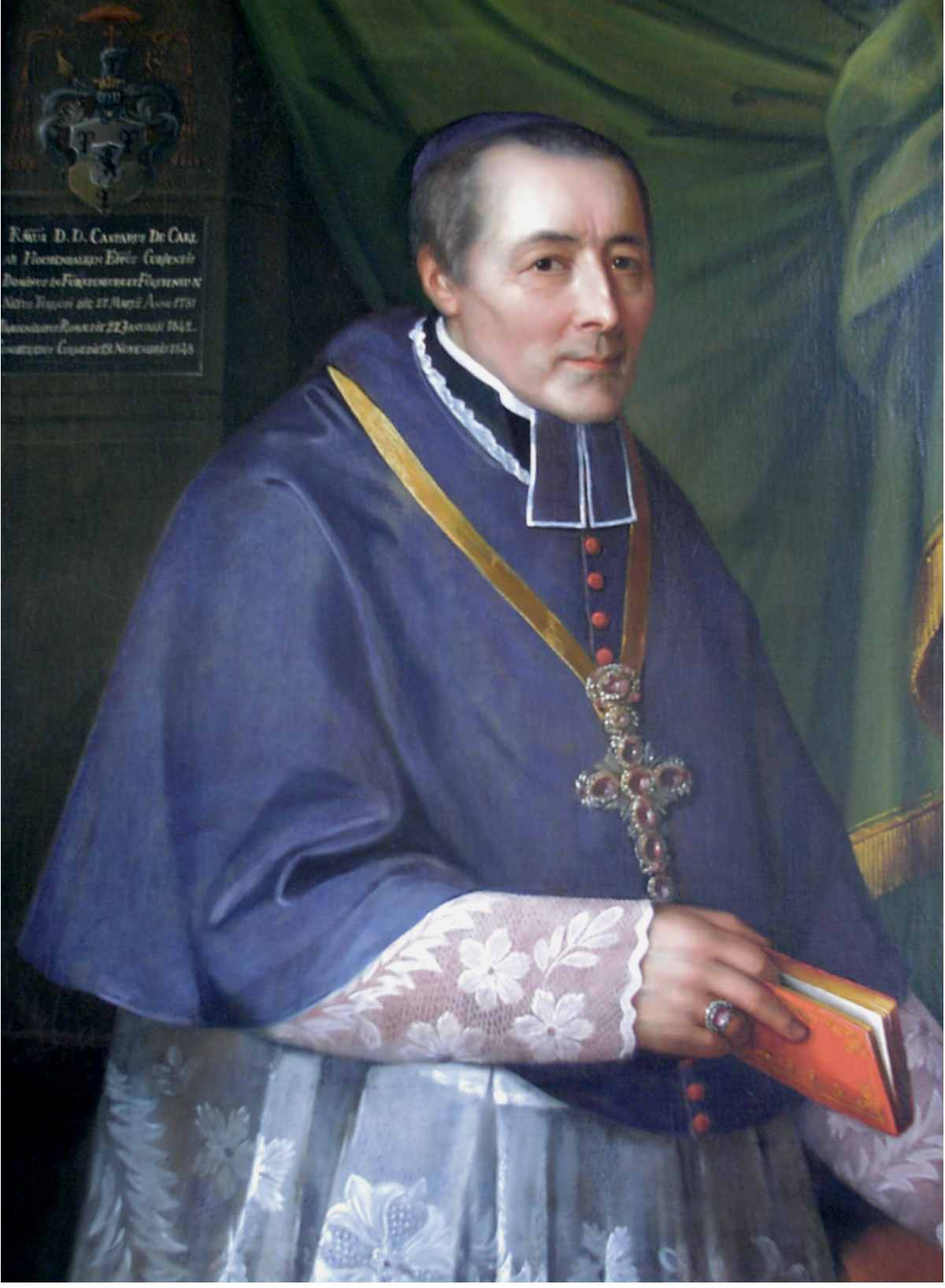
Kaspar de Carl ab Hohenbalken 1781–1859, Bischof von Chur (1844–1859)

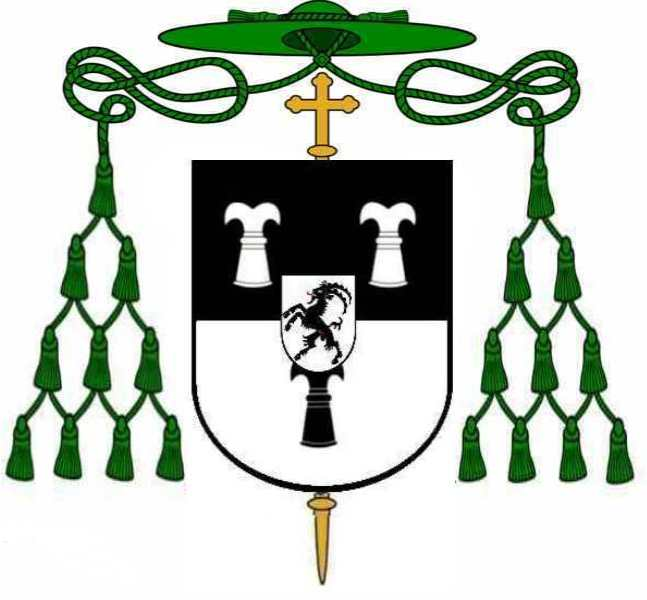
Wappen des Bischofs von Chur

Kaspar de Carl ab Hohenbalken (* 27. März 1781 in Tarasp, Unterengadin; † 19. April 1859 in Chur) war römisch-katholischer Bischof des Bistums Chur.

## Leben
Der Sohn des Johannes Carl von Hohenbalken und der Ursula Thöni besuchte das Gymnasium in der Benediktinerabtei Marienberg im Vinschgau in Pfunds am Inn und in Hall in Tirol. Nach dem Abitur studierte er Philosophie an der Universität Innsbruck und Theologie im Priesterseminar in Brixen. Am 6. Oktober 1804 trat er als Alumnus in das Priesterhaus in Meran ein und empfing am 30. Dezember 1804 in der Seminarkapelle in Meran die Priesterweihe. Zunächst Repetent am Seminar in Meran und Pfarrvikar, wurde er 1807 zusammen mit dem Churer Bischof Karl Rudolf von Buol-Schauenstein von der bayerischen Regierung des Tiroler Landes verwiesen. 1808 wurde er Professor der Rhetorik am Churer Priesterseminar St. Luzi und erhielt er einen Lehrauftrag in Moraltheologie und Kirchenrecht. 1831 übernahm er als Regens die Leitung des Seminars, die er bis 1844 innehatte. Bereits 1826 wurde er in das Domkapitel von Chur berufen; zunächst Domsextar, war er von 1826 bis 1841 Domkustos und von 1841 bis 1844 Dompropst.
Am 27. Januar 1843 ernannte ihn Papst Gregor XVI. zum Koadjutor des durch einen Schlaganfall stark behinderten Bischofs Johann Georg Bossi von Chur und gleichzeitig zum Titularbischof von Hippos. Die Bischofsweihe spendete ihm am 19. November 1843 Girolamo d’Andrea, der Apostolische Nuntius in der Schweiz. Am 9. Januar 1844 wurde er Bischof von Chur. Nach zahlreichen Auseinandersetzungen um den konfessionellen Charakter der Kantonsschule verlegte der Churer Bischof die katholische Kantonsschule an das Kollegium Maria Hilf in Schwyz. 1852 schloss der Bischof einen Vertrag mit der Stadt, der den Churer Hof in die Stadt Chur eingliederte. 1857 erfolgte eine erneute Vereinbarung mit Glarus über dessen provisorische Eingliederung in das Bistum Chur. In seine Amtszeit fielen einige neue Klostergründungen und Ordensniederlassungen im Bistum Chur, die neben Schulen auch Spitäler, Waisenhäuser und Altenheime betreuten und in vielen Orten die ambulante Krankenpflege übernahmen.
Um die zahlreichen seelsorgerischen Aufgaben bewältigen zu können, erbat er sich 1858 von Rom einen Weihbischof. Er schlug seinen 1855 von ihm ernannten Generalvikar Albert von Haller vor. Rom entsprach seinem Wunsch und ernannte Haller am 18. März 1858 zum Weihbischof in Chur. Der Bischof von Basel, Karl Arnold-Obrist, spendete diesem am 29. Juni 1858 in der Stiftskirche der Benediktinerabtei Einsiedeln die Bischofsweihe, Haller starb jedoch bereits am 28. November desselben Jahres.
Bischof Kaspar de Carl ab Hohenbalken starb am 19. April 1859 in Chur und wurde in der Bischofsgrablege der Kathedrale St. Mariä Himmelfahrt beigesetzt.